# Blažej Ráček
Blažej Ráček (3. února 1884, Křoví – 26. listopadu 1970, Moravec) byl český římskokatolický kněz, člen jezuitského řádu, profesor arcibiskupského gymnázia v Praze-Bubenči a církevní historik.

## Život
Blažej Ráček se narodil 3. února 1884 v obci Křoví v domě č. 23, do rodiny půlláníka Josefa Ráčka a Anny rozené Hykedové. Měl pět sourozenců – Josef (* 1880), Marie (* 1882, † před rokem 1900), Eduard (* 1887), Leoncius (* 1889) a Jan (* 1894). Po ukončení obecné školy v Křoví studoval v letech 1896 – 1902 v Brně na prvním českém gymnáziu, noviciát vykonal na Velehradě. První sliby složil v roce 1904 v Kalksburgu, kde završil gymnaziální studia maturitou v roce 1906. Ve Svatém Ondřeji v Korutanech studoval rétoriku, v letech 1907 – 1910 v Bratislavě filozofii. Řád jej pověřil povoláním profesora, a proto v letech 1910-1915 studoval dějepis a zeměpis na Karlově univerzitě, poté v Innsbrucku na řádové univerzitě teologii. Na kněze byl vysvěcen 5. července 1918 v Brně. V roce 1919 skončil studia teologie a začal učit na arcibiskupském gymnáziu v Praze-Bubenči, mezitím ovšem vykonal v Linci svou třetí probaci. Své působení na bubenečském gymnáziu v Praze zakončil s ostatními profesory a žáky poté, co budovu zabrali nacisté v prosinci 1940. Do roku 1942 pak arcibiskupské gymnázium sídlilo na Smíchově. Po zrušení jezuitských gymnázií v roce 1942 prožil zbytek války na Velehradě a do roku 1945 se věnoval spisovatelské činnosti. V roce 1945 se vrátil k výuce, tentokrát na obnoveném velehradském jezuitském gymnáziu, odkud v roce 1949 odešel do Bohosudova. V rámci Akce K se v dubnu 1950 z Bohosudova stal tzv. internační klášter, do kterého byli kromě jezuitů svezeni také františkáni a Minorité. V Bohosudově Ráček zůstal s ostatními jezuity do září, pak byl internován v Oseku a v Králíkách, kde mu byly přidělovány polní práce. 27. ledna 1953 byl uznán práce neschopným a převezen do domova v Moravci. 12. července 1960 byl Krajským soudem v Brně v rámci procesu označeného Ráček a spol. s dvěma dalšími jezuity odsouzen za údajné podvracení republiky. Trest v trvání dvou a čtvrt roku strávil na Mírově a ve Valdicích.

## Dílo

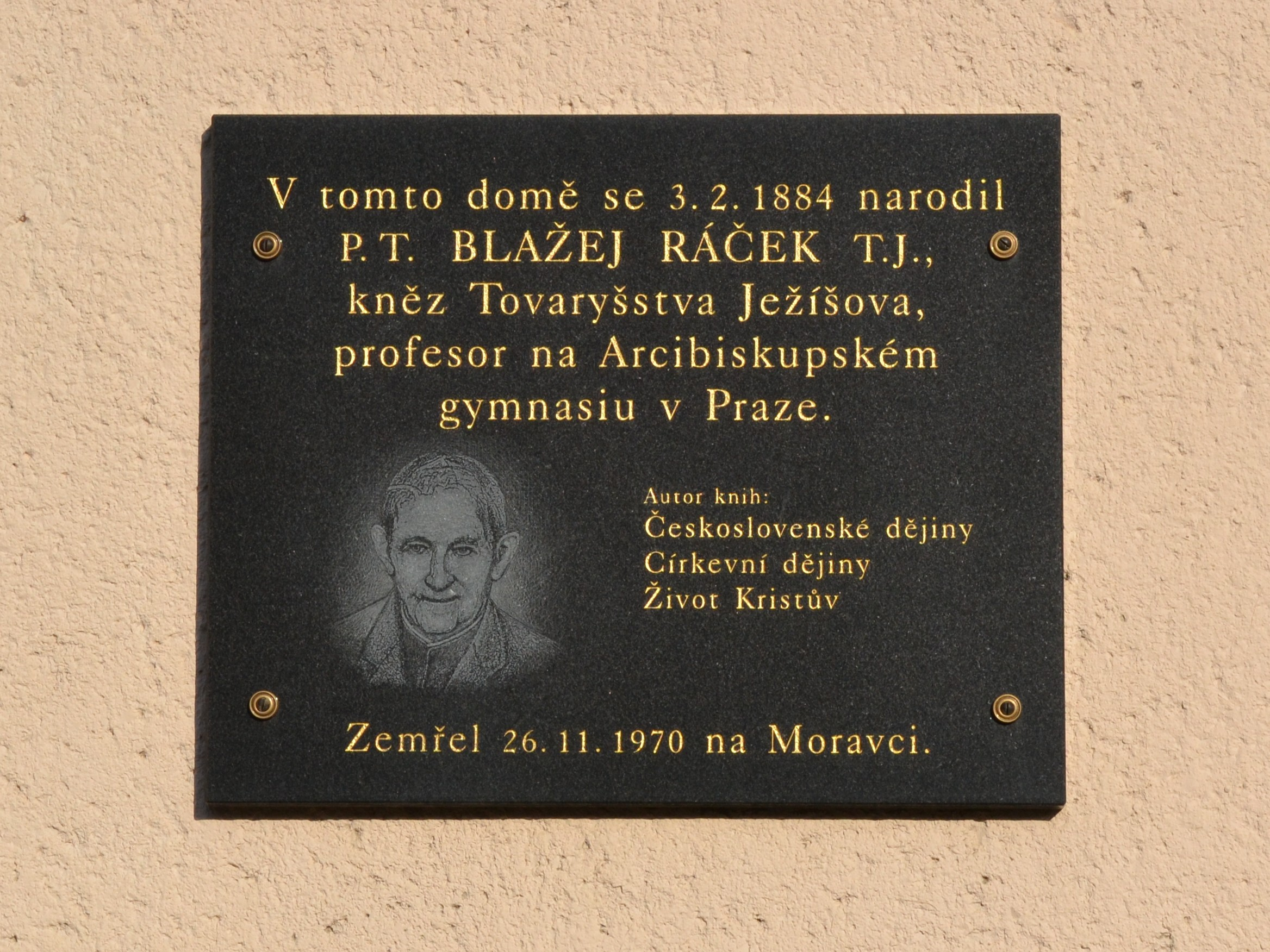
Pamětní deska na rodném domě, Křoví čp. 23

Je autorem populárních historických přehledů světových církevních a českých dějin, zčásti koncipovaných jako středoškolské učebice tradičního apologetického typu. Věnoval se i historii jezuitského řádu. Během pobytu v Moravci rozpracovával další kapitoly svých církevních dějin a pro spolubratry jako samizdat sepsal brožuru Řád nejvíc milovaný a nejvíc nenáviděný, která je zmiňována i v rozsudku jako doklad "trestné činnosti". Většinu času však věnoval textu Život Ježíše Krista, který vyšel v roce 1969 v exilu.

### Vydané knihy
- Československé dějiny, Praha 1922, 1929, 1948
- Církevní dějiny v přehledu a obrazech, Praha 1939
- Život Ježíše Krista, Křesťanská akademie, Řím 1969